# Ophioprium
Ophioprium is een geslacht van slangsterren uit de familie Ophiomyxidae.

## Soorten
- Ophioprium cervicornis (Lyman, 1883)
- Ophioprium permixta (Koehler, 1914)